# Péronne Hosang
Péronne Johanna Hosang (Middelburg, 17 juli 1909 - Westkapelle, 12 januari 1972) was een Nederlandse actrice.
Haar loopbaan nam in 1931 een aanvang bij Eduard Verkade. Ze speelde daarna kort in het Rika Hopper Theater, maakte een tournee door de West en werd vervolgens verbonden aan het Centraal Toneel o.l.v. Cees Laseur. Daarna werkte ze met Wim Sonneveld in het Leidse Plein Theatertje. In 1947 kreeg ze een aanbieding om bij de radio te komen werken en was ze te horen in een groot aantal hoorspelen. Daaraan kwam een einde toen ze in 1970 zwaar ziek werd. 
Ze werkte ook mee aan een aantal films, zoals Sterren stralen overal (1953) en Het wonderlijke leven van Willem Parel (1955). In 1959 sprak zij de stem in van Prettigweertje in de eerste Nederlandse nasynchronisatie van Walt Disney's Doornroosje (1959)

## Hoorspelen (enkel de hoorspelen die nu nog te beluisteren zijn)
1947
- Marietje is mijn dochter (Ton Lensink - S. de Vries jr.)

1949
- Duif en doffer (Johan Elsensohn - S. de Vries jr.)
- Trilby (George du Maurier - S. de Vries jr.)

1950
- Het kind van de buurvrouw (Herman Bouber - S. de Vries jr.)

1951
- De brug van Estaban (Arthur Swinson - S. de Vries jr.)

1953
- Met eervol ontslag (Terence Rattigan - S. de Vries jr.)

1955
- Een dag als alle andere dagen (Heinrich Böll - S. de Vries jr.)
- Het geheim van Lord Cammarleigh (Roy Horniman - S. de Vries jr.)

1956
- Het balboekje (Jean Sarmant - Kommer Kleijn)

1958
- De rivierendokter (W.A. Wagener - S. de Vries jr.)

1959
- David Copperfield (Charles Dickens - Johan Bodegraven)
- Het hoogste punt (Koitsji Kibara - Léon Povel)
- Paul Vlaanderen en het Conrad-mysterie (Francis Durbridge - Dick van Putten)

1960
- Majoor Carla (Henk Backer - Johan Bodegraven)

1962
- Paul Vlaanderen en het Margo-mysterie (Francis Durbridge - Dick van Putten)

1964
- Het eenzame hart (Arch Oboler - Dick van Putten)
- Mikal en Bethsabee (Rochus Spiecker - Léon Povel)

1965
- Als zovelen (Wil Abeleven-Labberton & Wim Abeleven - Wim Paauw)
- Beschermengel Pratti (Hellmut von Cube - Dick van Putten)
- De verlossende waarheid (Charles Cagle - Dick van Putten)
- Koorts (Alan Gosling - Coos Mulder)
- Merel in het gras (Marianne Colijn - Ab van Eyk)
- Moord in de kathedraal (Thomas Stearns Eliot - Willem Tollenaar)

1966
- De late brief (Anny Matti & Wim Spekking - Léon Povel)
- Heer zoekt kennismaking (Eduard König - Léon Povel)
- Als vrome christenen leven (Will Barnard - Wim Paauw)
- Mag ik mij even voorstellen? Mijn naam is Cox. Eerste serie (Rolf & Alexandra Becker - Dick van Putten)
- Sabeth of De zwartgerokte gasten (Günter Eich - Willem Tollenaar)

1967
- De gekke deken van St. Patrick (Jan Starink - Willem Tollenaar)
- De laatste thuisreis (Kees Borstlap - Wim Paauw)
- De oude dame en het vogeltje (Gerrit Pleiter - Coos Mulder)
- De spelbreker (Wolfgang Graetz - Willem Tollenaar)
- De zotskap (Luigi Pirandello - Willem Tollenaar)
- Dromen (hoorspel) (Günter Eich - Léon Povel)
- Inter arma caritas (Will Barnard - Wim Paauw)
- Kip, ik heb je of De prinses zoekt een man (Zdenĕk Svĕrák - Willem Tollenaar)
- Profeet aan zee of Waar blijft de muziek nou? (André Kuyten - Willem Tollenaar)
- Veel liefs van Karen (Marie Kililea - Rob Geraerds)

1968
- Boter, kaas en eieren (hoorspel) (Gerlind Reinshage - Dick van Putten)
- De laatste dag van Lissabon (Günter Eich - Willem Tollenaar)
- De patriot (Alfred Neumann - Dick van Putten)
- Hela, gij bloempje, slaapt gij nu nog? (Helen Duprée - Jo Vischer jr.)
- Het fruit van de neger (Helen Duprée - Jo Vischer jr.)
- Wat moet je ermee aan? (Helen Duprée - Jo Vischer jr.)

1969
- Een Kerstmis (Ankie Peypers - Wim Paauw)
- Occulte moord (Philip Levene - Léon Povel)
- Ons stenen tijdperk (Jacques Perret & Jean Forest - Léon Povel)

1970
- De waanzinnige eilanden (Louis MacNeice - Willem Tollenaar)
- De zaak Jasseron (Alain Franck - Willem Tollenaar)
- Een doodonschuldig burger (Frank Herzen - Ad Löbler)
- Een handvol stof (Stanislav Grochowiak - Léon Povel)

1971
- We hebben alle begrip (Wolfgang Graetz - Willem Tollenaar)

## Films
- Malle gevallen (1934)
- Vadertje Langbeen (1938)
- Veertig jaren (1938)
- Morgen gaat 't beter (1939)
- Sterren stralen overal (1953)
- Het wonderlijke leven van Willem Parel (1955)

## TV
- Een zomer lang (1959)